# Horstman Glacier
Horstman Glacier är en glaciär i Kanada.   Den ligger i provinsen British Columbia, i den sydvästra delen av landet, 3 500 km väster om huvudstaden Ottawa. Horstman Glacier ligger 2 076 meter över havet.
Terrängen runt Horstman Glacier är huvudsakligen bergig, men åt nordväst är den kuperad. Horstman Glacier ligger uppe på en höjd. Runt Horstman Glacier är det glesbefolkat, med 19 invånare per kvadratkilometer.. Närmaste större samhälle är Whistler, 6,3 km väster om Horstman Glacier. 
Trakten runt Horstman Glacier är permanent täckt av is och snö.